# Aasfliege
Aasfliegen sind Insekten, deren Weibchen ihre Eier häufig an Kadavern ablegen. Die Larven ernähren sich nach dem Schlüpfen von dem in Verwesung übergehenden Fleisch. Dabei handelt es sich nicht um eine Kategorie der systematischen Biologie, sondern wie etwa bei den Fleischfressern um eine ökologische Zusammenfassung. Zu den Aasfliegen gehören vor allem die Schmeiß- und Fleischfliegen aus der Ordnung der Zweiflügler.